# Reichskonkordat
Reichskonkordat är ett konkordat mellan Heliga stolen och Tyskland. Det undertecknades den 20 juli 1933 av kardinal Eugenio Pacelli (som blev påve Pius XII 1939) och Franz von Papen å påve Pius XI respektive Paul von Hindenburgs vägnar. Det är ännu gällande i Tyskland.

## Avtalets bakgrund och träffande
Kulturkampf, Tyska novemberrevolutionen 1918 och Weimarkonstitutionen 1919 innebar en genomgripande förändring av relationerna mellan kyrka och stat i den tyska delen av det forna Heliga romerska riket av tysk nation. Vatikanens nuntie i Tyskland, kardinal Eugenio Pacelli som 1930 blev kardinalstatssekreterare, försökte därför mellan 1930 och 1933 träffa ett avtal med Tyskland som skulle stabilisera relationerna. Ansträngningarna delades av katolska politiker i Tyska centerpartiet. Kyrkan lyckades träffa regionala avtal med Bayern (1924), Preussen (1929) och Baden (1932). På nationell nivå misslyckades dock försöken, dels på grund av opposition från socialister och protestanter i Reichstag, dels på grund av inre splittring i Katolska kyrkan, dels på grund av svårigheten att enas om bland annat skolfrågor och prästers närvaro i armén.
30 januari 1933 blev Adolf Hitler rikskansler. 23 mars samma år gavs hans regering lagstiftande makt, vilket delvis skedde genom stöd av Centerpartiet och dess företrädare, prelaten Ludwig Kaas mot försäkran att partiet inte skulle förbjudas (vilket hänt med socialdemokrater och kommunister) samt att Kyrkan skulle behålla sin självstyrelse och sin undervisande roll.
I april sände Hitler sin vicekansler, Franz von Papen, som förhandlare till Heliga stolen. Franz von Papen var katolik och adelsman, samt hade ett förflutet inom Centerpartiet. Å Pacellis vägnar förhandlade Ludwig Kaas med honom; han skulle för övrigt snart avgå som partiordförande för Centerpartiet. 20 juli undertecknades slutligen konkordatet. Ett ultimatum som Hitler ställt för att godkänna avtalet var, i strid emot tidigare löften, att Centerpartiet skulle upplösas, vilket skedde 6 juli. Reichskonkordat ratificerades 10 september samma år. I konkordatet fastslås ett totalförbud för katolska präster att verka politiskt, att biskoparna skall avkrävas lojalitetsförsäkran mot staten, samt att alla präster skall vara tyskar och tyska statens underlydande. Strax före detta konkordat träffades ett liknande med de protestantiska kyrkorna.

## Konkordatets innehåll
Konkordatets huvudpunkter är följande:
- Rätt till religionsfrihet för romersk-katoliker (artikel 1)
- De förra regionala konkordaten med Bayern, Preussen och Baden förblir gällande (artikel 2)
- Försäkran om obehindrad korrespondens mellan Heliga stolen och tyska katoliker (artikel 4)
- Rätt för Kyrkan att ta ut kyrkoskatt (artikel 13)
- Lydnadsed av biskopar ("... Jag svär och lovar att akta den konstitutionella regeringen och förmå mitt prästerskap att göra detsamma...") (artikel 16)
- Katolska tron skall läras ut i skolorna, och lärare av katolsk tro får bara utses av biskopen (artiklar 21, 22)
- Skydd av katolska organisationer och frihet till religionsutövande för kyrkans medlemmar (artikel 31)
- Präster skall inte vara medlemmar av eller aktiva inom något politiskt parti (artikel 32)

Genom ett hemligt tilläggsprotokoll befriades präster från militärtjänst om militärtjänsten skulle återinföras (genom Versaillesfördraget hade Tyskland förbjudits ha en armé).
När naziregimen bröt mot konkordatet, i synnerhet mot artikel 31, protesterade kyrkan. Protesterna kulminerade 1937 i encyklikan Mit brennender Sorge (Med brännande sorg) av påve Pius XI.

## Konkordatets betydelse och ställning
Konkordatet betraktas som ett viktigt steg i det internationella erkännandet av Adolf Hitlers regim. Guenter Lewy, författare till boken The Catholic Church and Nazi Germany (2000), hänvisar till uttalanden av kardinal Michael von Faulhaber och menar att konkordatet ökade Hitlers prestige i världen.
Katolska kyrkan var inte ensam om att träffa avtal med Tyskland i detta skede. Konkordatet föregicks av Fyrstatspakten mellan Tyskland, Italien, Frankrike och Storbritannien som i Rom hade undertecknats 15 juni samma år.
Kardinal Faulhaber lär ha yttrat om Reichskonkordat att konkordatet var som att hängas, men utan det som att hängas, flängas och styckas. 
När Niedersachsen antog en ny skollag efter andra världskriget, menade Heliga stolen att den bröt mot konkordatet. Fallet gick till Tysklands författningsdomstol, Bundesverfassungsgericht. 26 mars 1957 föll domstolens utslag, att omständigheterna runt konkordatets träffande inte gjorde det ogiltigt. Författningsdomstolen slog fast att den inte hade mandat över folkrättsliga frågor, och erinrade att skollagar enligt grundlagen är bundesländernas jurisdiktion, varför den federala statsmakten inte har rätt att lägga sig i.
Kritiska röster har även höjts för att konkordatet undergräver separationen mellan kyrka och stat. Weimarkonstitutionen, av vilken artiklarna 136-139 och 141 infogats i grundlagens artikel 140, talar emellertid inte om en "separation" mellan kyrka och stat, utan avfärdar en statsreligion och säkrar religionsfrihet, iakttar religiösa helgdagar, och lämnar frågan om samarbete mellan stat och kyrka öppen. Frågan om kompatibiliteten mellan konkordatets artikel 18 och Weimarkonstitutionens artikel 138 är dock alltjämt ett ämne för en pågående konflikt.